# Râul Toplicioara, Toplița
Râul Toplicioara este un curs de apă, afluent al râului Voievodeasa.

## Hărți
- Harta județului Harghita
- Harta Munților Călimani  Arhivat în 11 octombrie 2008, la Wayback Machine.